# Francis Eugene George
Francis Eugene George O.M.I., ameriški duhovnik, škof in kardinal, * 16. januar 1937, Chicago. ZDA, † 17. april 2015, Chicago.

## Življenjepis
21. decembra 1963 je prejel duhovniško posvečenje.
10. julija 1990 je postal škof Yakime in 21. septembra istega leta je prejel škofovsko posvečenje.
30. aprila 1996 je bil imenovan za nadškofa Portlanda v Oregonu (ustoličen 27. maja 1996) in za nadškofa Chicaga (ustoličen 7. maja 1997).
21. februarja 1998 je bil povzdignjen v kardinala in imenovan za kardinal-duhovnika S. Bartolomeo all'Isola.